# Лаббок, Фрэнсис
Фрэ́нсис Ла́ббок (англ. Francis Lubbock; 16 октября 1815, Бьюфорт, Южная Каролина — 22 июня 1905, Остин, Техас) — 9-й губернатор Техаса, 6-й вице-губернатор Техаса, член демократической партии.

## Биография
Фрэнсис Лаббок родился 16 октября 1815 года в городе Бьюфорт в Южной Каролине. В 1836 году он переехал в Техас. Когда Техас был в статусе республики, Лаббок занимал должность контролёра бюджета Техаса. В 1857 году он был избран вице-губернатором Техаса от демократической партии. В 1859 году ему не удалось переизбраться. В 1861 году, после сецессии Конфедеративных штатов, Лаббок выиграл губернаторские выборы. Он активно поддерживал призыв годных к военной службе граждан в армию КША. В 1863 году, с окончанием губернаторских полномочий, Лаббок в ранге подполковника пошёл под командование генерала Джона Магрудера. В 1864 году он был назначен адъютантом Джефферсона Дэвиса. После поражения конфедератов Лаббок и Дэвис попытались скрыться из Ричмонда, но были пойманы в Джорджии. Лаббок на 8 месяцев был заключён в форт Делавэр (англ.). С 1878 по 1891 годы он занимал должность казначея штата Техас. 22 июня 1905 года в возрасте 89 лет Лаббок скончался.